# Ère informatique
Ère informatique (nazwa stylizowana na ERE Informatique) – francuska wytwórnia gier komputerowych założona przez Emmanuela Viau, działająca w latach 1983–1989.

## Historia
Ère informatique w momencie założenia przez Viau była jedną z pierwszych francuskich wytwórni gier komputerowych. Do jej pierwszych sukcesów należało wydanie symulatora myśliwca Intercepteur Cobalt (1984) Marca-André Rampona. W 1984 roku do Ère dołączył muzyk i domorosły programista Philippe Ulrich. Przy jego wsparciu – wespół z projektantem Rémim Herbulotem i grafikiem Michelem Rho – Ère wyprodukowała serię udanych gier należących do różnych gatunków. Do najważniejszych osiągnięć wytwórni zalicza się symulator pinballa Macadam Bumper (1985, nagroda Tilt d’Or), izometryczną grę przygodową Crafton & Xunk (1986, nagroda Tilt d’Or), przede wszystkim zaś – L’Arche du Capitaine Blood (wydaną pod nazwą międzynarodową Captain Blood, 1988). Ta ostatnia gra, którą Ulrich zaprojektował wraz z programistą Didierem Bouchonem, wniosła olbrzymią innowację do gier przygodowych. Rozmowa z Obcymi w olbrzymiej galaktyce przyszłości odbywała się z użyciem ciągu piktogramów, które gracz mógł dobierać wedle uznania, a rozgrywka była nieliniowa, co pozostawiało użytkownikowi swobodę działania. L’Arche du Capitaine Blood została uhonorowana nagrodą Tilt d’Or dla najlepszej francuskojęzycznej gry przygodowej roku.
Początek kłopotów wytwórni wiązał się z agresywną polityką wrogich przejęć, jaką prowadziła konkurencyjna wytwórnia Infogrames. W 1987 roku Infogrames przejęła udziały w Ère, która kontynuowała swoją działalność pod nazwą Exxos. Jako duchowy przewodnik Exxosa Ulrich promował kolejne gry za pomocą skandalizujących happeningów. W ramach Exxosa udało się wyprodukować też dwie inne gry w realiach fantastycznonaukowych: Kult (1989) Johana Robsona i Patricka Dublancheta oraz Purple Saturn Day (1989) Rémiego Herbulota. Ponieważ Infogrames ustawicznie cięła wydatki i odmawiała wypłacania wynagrodzenia pracownikom Exxosa, pracownicy wytwórni zbiorowo złożyli wypowiedzenie wydawnictwu kierowanemu przez Bruno Bonnella. W 1989 roku Ère została zamknięta, a Ulrich zainicjował powstanie nowego studia Cryo Interactive, niezależnego od Infogrames.